# بخش دهرماپوری
بخش دهرماپوری (به انگلیسی: Dharmapuri district) یک بخش در هند است که در تامیل نادو واقع شده‌است. بخش دهرماپوری ۴٬۴۹۷٫۷۷ کیلومتر مربع مساحت و ۱٬۵۰۶٬۸۴۳ نفر جمعیت دارد.